# Lecane donneri
Lecane donneri är en hjuldjursart som beskrevs av Chengalath och Mulamoottil 1974. Lecane donneri ingår i släktet Lecane och familjen Lecanidae. Inga underarter finns listade i Catalogue of Life.